# Матричный метод
Ма́тричный метод решения (метод решения через обратную матрицу) систем линейных алгебраических уравнений с ненулевым определителем состоит в следующем.
Пусть дана система линейных уравнений с {\displaystyle n} неизвестными (над произвольным полем):
{\displaystyle {\begin{cases}a_{11}x_{1}+\ldots +a_{1n}x_{n}=b_{1},\\\cdots \cdots \cdots \cdots \cdots \cdots \cdots ,\\a_{n1}x_{1}+\ldots +a_{nn}x_{n}=b_{n};\end{cases}}}
Тогда её можно переписать в матричной форме:
{\displaystyle AX=B}, где {\displaystyle A} — основная матрица системы, {\displaystyle B} и {\displaystyle X} — столбцы свободных членов и решений системы соответственно:
{\displaystyle A={\begin{pmatrix}a_{11}&a_{12}&\ldots &a_{1n}\\a_{21}&a_{22}&\ldots &a_{2n}\\\vdots &\vdots &\ddots &\vdots \\a_{n1}&a_{n2}&\ldots &a_{nn}\end{pmatrix}},B={\begin{pmatrix}b_{1}\\b_{2}\\\vdots \\b_{n}\end{pmatrix}},X={\begin{pmatrix}x_{1}\\x_{2}\\\vdots \\x_{n}\end{pmatrix}}}
Умножим это матричное уравнение слева на {\displaystyle A^{-1}} — матрицу, обратную к матрице {\displaystyle A}:
{\displaystyle A^{-1}\left(AX\right)=A^{-1}B}
Так как {\displaystyle A^{-1}A=E}, получаем {\displaystyle X=A^{-1}B}. Правая часть этого уравнения даст столбец решений исходной системы.
Условием применимости данного метода (как и вообще существования решения неоднородной системы линейных уравнений с числом уравнений, равным числу неизвестных) является невырожденность матрицы A. Необходимым и достаточным условием этого является неравенство нулю определителя матрицы A:
{\displaystyle \det A\neq 0}.
Для однородной системы линейных уравнений, то есть когда вектор {\displaystyle B=0}, действительно обратное правило: система {\displaystyle AX=0} имеет нетривиальное (то есть ненулевое) решение только если {\displaystyle \det A=0}. Такая связь между решениями однородных и неоднородных систем линейных уравнений носит название альтернативы Фредгольма.

## Пример решения неоднороднойСЛАУ
{\displaystyle {\begin{cases}3x+2y-z=4,\\2x-y+5z=23,\\x+7y-z=5;\end{cases}}}
Сначала убедимся в том, что определитель матрицы из коэффициентов при неизвестных СЛАУ не равен нулю.
{\displaystyle {\begin{vmatrix}3&2&-1\\2&-1&5\\1&7&-1\end{vmatrix}}=3-14+10-1-105+4=-103;}
Теперь вычислим алгебраические дополнения для элементов матрицы, состоящей из коэффициентов при неизвестных. Они нам понадобятся для нахождения обратной матрицы.
{\displaystyle A_{11}=(-1)^{1+1}\cdot {\begin{vmatrix}-1&5\\7&-1\end{vmatrix}}=-34;}
{\displaystyle A_{12}=(-1)^{1+2}\cdot {\begin{vmatrix}2&5\\1&-1\end{vmatrix}}=7;}
{\displaystyle A_{13}=(-1)^{1+3}\cdot {\begin{vmatrix}2&-1\\1&7\end{vmatrix}}=15;}

{\displaystyle A_{21}=(-1)^{2+1}\cdot {\begin{vmatrix}2&-1\\7&-1\end{vmatrix}}=-5;}
{\displaystyle A_{22}=(-1)^{2+2}\cdot {\begin{vmatrix}3&-1\\1&-1\end{vmatrix}}=-2;}
{\displaystyle A_{23}=(-1)^{2+3}\cdot {\begin{vmatrix}3&2\\1&7\end{vmatrix}}=-19;}

{\displaystyle A_{31}=(-1)^{3+1}\cdot {\begin{vmatrix}2&-1\\-1&5\end{vmatrix}}=9;}
{\displaystyle A_{32}=(-1)^{3+2}\cdot {\begin{vmatrix}3&-1\\2&5\end{vmatrix}}=-17;}
{\displaystyle A_{33}=(-1)^{3+3}\cdot {\begin{vmatrix}3&2\\2&-1\end{vmatrix}}=-7;}
Далее найдём присоединённую матрицу, транспонируем её и подставим в формулу для нахождения обратной матрицы.
{\displaystyle C^{*}={\begin{pmatrix}-34&7&15\\-5&-2&-19\\9&-17&-7\end{pmatrix}};}

{\displaystyle (C^{*})^{T}={\begin{pmatrix}-34&-5&9\\7&-2&-17\\15&-19&-7\end{pmatrix}};}

{\displaystyle A^{-1}={\frac {1}{\det A}}\cdot (C^{*})^{T}}
Подставляя переменные в формулу, получаем:
{\displaystyle A^{-1}={\frac {1}{-103}}\cdot {\begin{pmatrix}-34&-5&9\\7&-2&-17\\15&-19&-7\end{pmatrix}}={\begin{pmatrix}{\frac {34}{103}}&{\frac {5}{103}}&-{\frac {9}{103}}\\-{\frac {7}{103}}&{\frac {2}{103}}&{\frac {17}{103}}\\-{\frac {15}{103}}&{\frac {19}{103}}&{\frac {7}{103}}\end{pmatrix}};}
Осталось найти неизвестные. Для этого перемножим обратную матрицу и столбец свободных членов.
{\displaystyle X=A^{-1}\cdot B;}
{\displaystyle X={\begin{pmatrix}{\frac {34}{103}}&{\frac {5}{103}}&-{\frac {9}{103}}\\-{\frac {7}{103}}&{\frac {2}{103}}&{\frac {17}{103}}\\-{\frac {15}{103}}&{\frac {19}{103}}&{\frac {7}{103}}\end{pmatrix}}\cdot {\begin{pmatrix}4\\23\\5\end{pmatrix}}={\begin{pmatrix}2\\1\\4\end{pmatrix}}}
Итак, x = 2; y = 1; z = 4.